# Heterosignum unicornis
Heterosignum unicornis är en kräftdjursart som först beskrevs av Brian Frederick Kensley 1976.  Heterosignum unicornis ingår i släktet Heterosignum och familjen Paramunnidae. Inga underarter finns listade i Catalogue of Life.